# 18160 Nihon Uchu Forum
18160 Nihon Uchu Forum è un asteroide della fascia principale. Scoperto nel 2000, presenta un'orbita caratterizzata da un semiasse maggiore pari a 3,0218189 UA e da un'eccentricità di 0,1308646, inclinata di 10,68121° rispetto all'eclittica.